# Benkovac (Zadar)
Benkovac (Italiaans: Bencovazzo of Bencovaz) is een stad in de Kroatische provincie Zadar. Er woonden in 2001 zo'n 9.786 mensen in Benkovac, waarvan 90,4% Kroatisch en 7,5% Servisch.

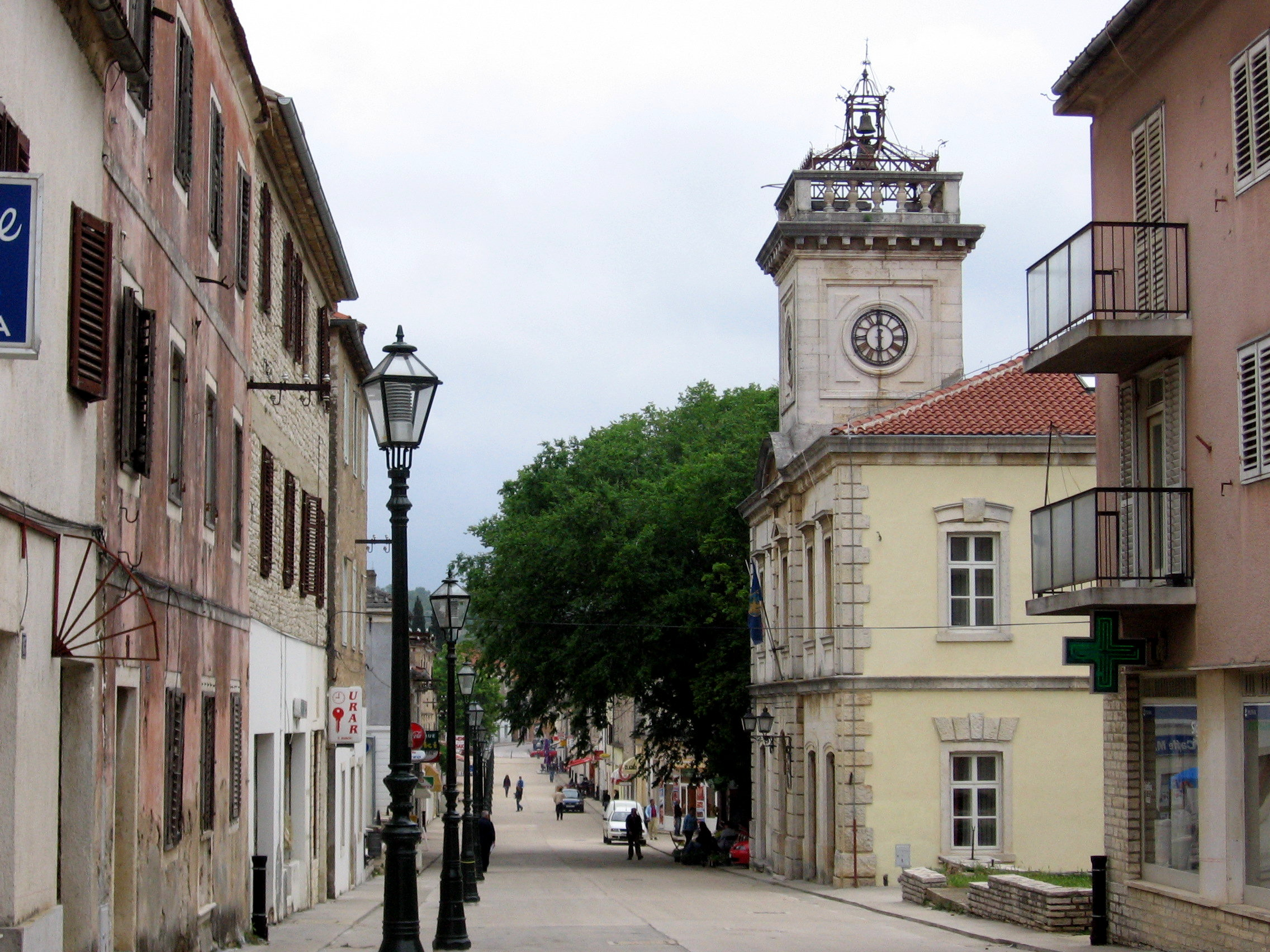
Benkovac

Steden (gradovi): Zadar · Benkovac · Biograd na Moru · Nin · Obrovac · Pag

Gemeenten (općine): Bibinje · Galovac · Gračac · Jasenice · Kali · Kolan · Kukljica · Lišane Ostrovičke · Novigrad · Pakoštane · Pašman · Polača · Poličnik · Posedarje · Povljana · Preko · Privlaka · Ražanac · Sali · Stankovci · Starigrad · Sukošan · Sveti Filip i Jakov · Škabrnja · Tkon · Vir · Vrsi · Zemunik Donji